# Le Louxor

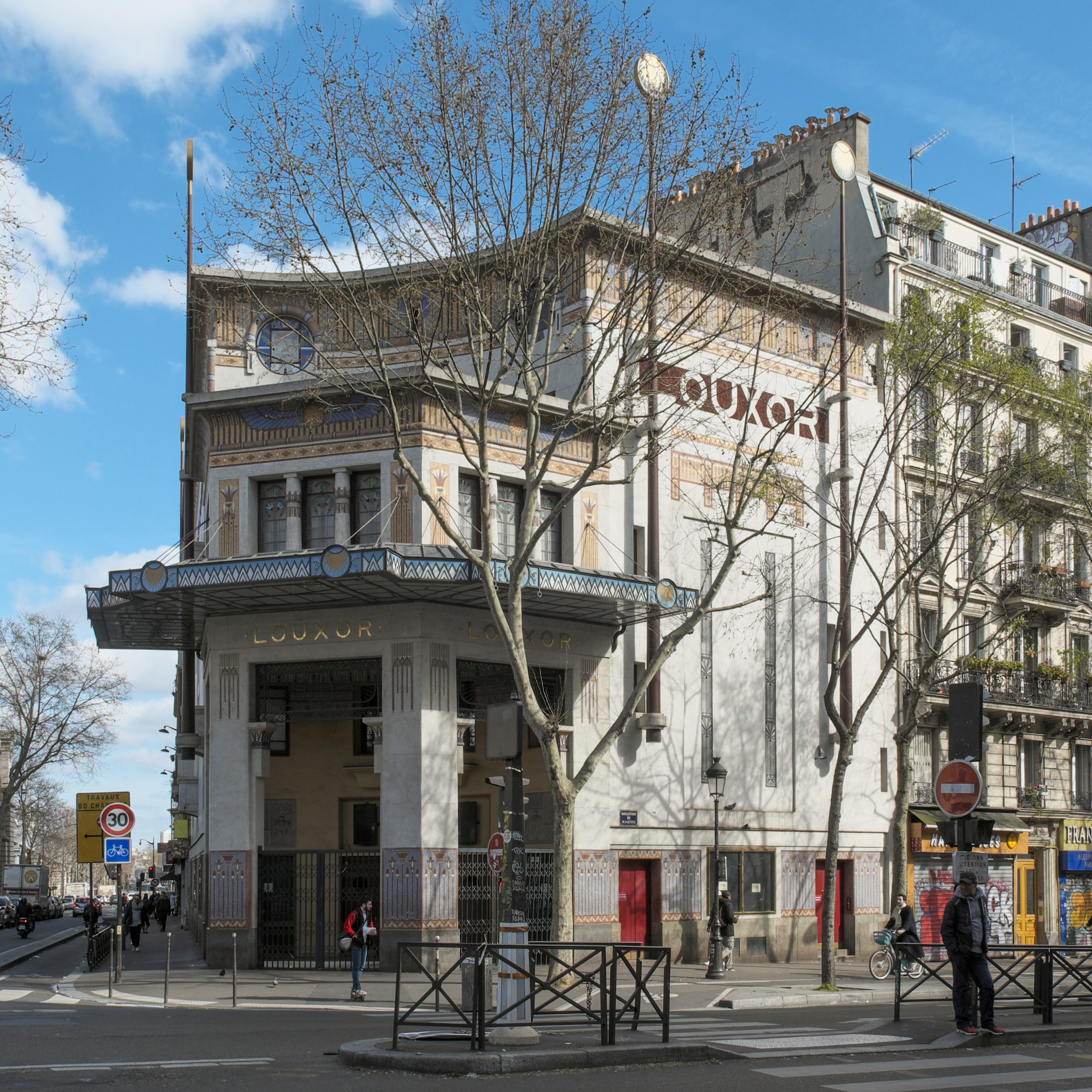
Le Louxor in Paris

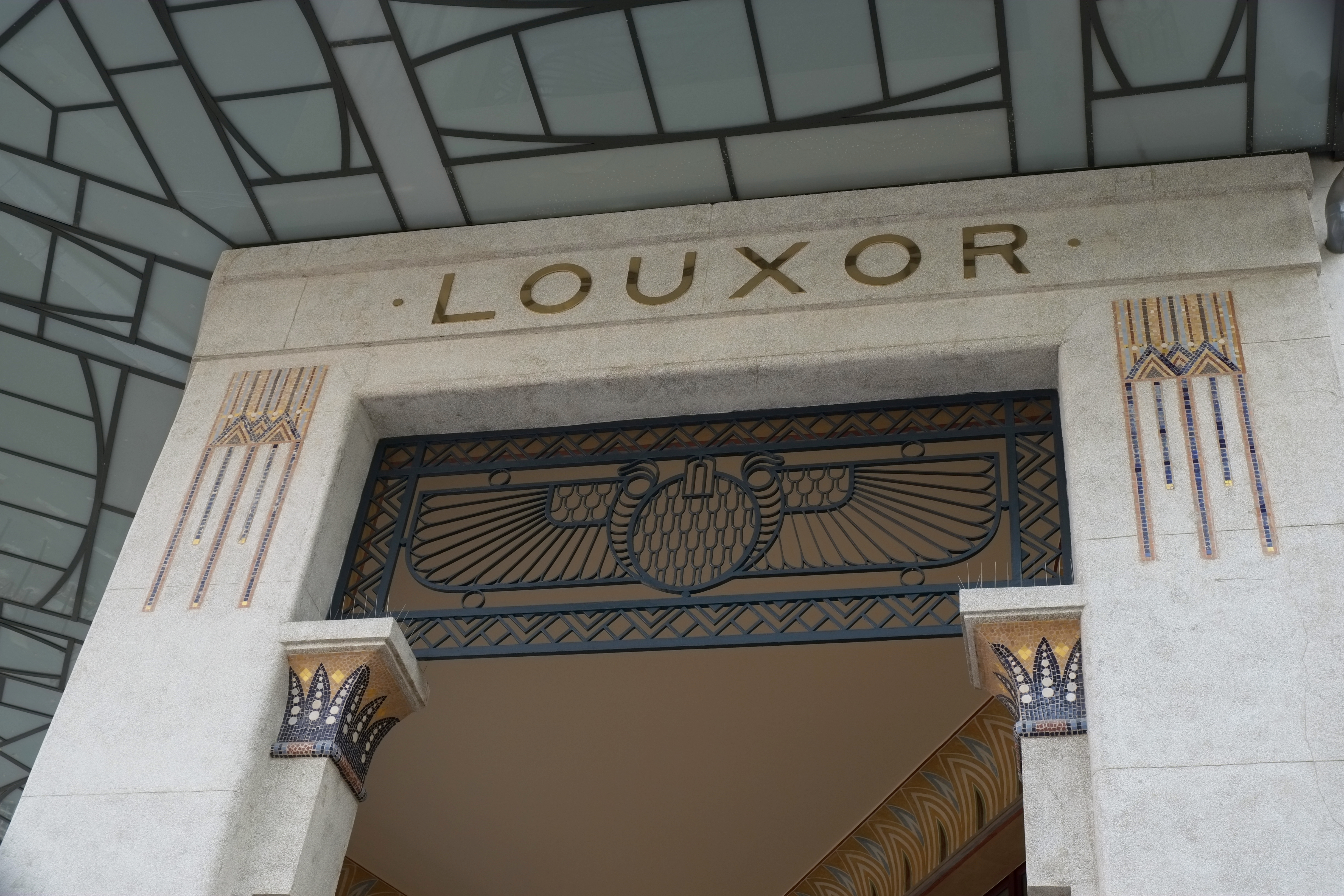
Eingangsportal Kino Le Louxor in Paris

Le Louxor ist ein 2013 wiedereröffnetes Kino an der Straßenecke 170, Boulevard de Magenta / 53, Boulevard de la Chapelle im 10. Arrondissement in Paris. Nach einem Entwurf von dem 1873 in Algerien geborenen Architekten Henri-André Zipcy wurde das Haus am 6. Oktober 1921 eröffnet. Seit Ende 1983 war das Haus für die Öffentlichkeit geschlossen. Es stellt ein bemerkenswertes Zeugnis der Architektur in der Zwischenkriegszeit dar und ist seit 1981 als Monument historique klassifiziert. Im April 2013 wurde das Louxor nach langjährigen Renovierungen, durchgeführt von der Stadt Paris, seinem ursprünglichen Zweck entsprechend als Kino (drei Säle) wiedereröffnet.

## Geschichte

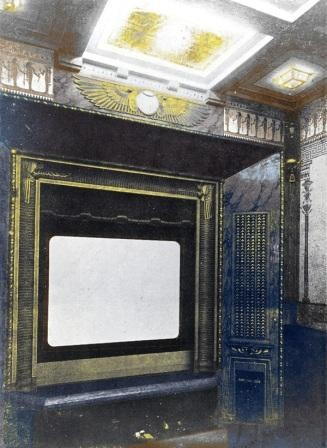
Innenausstattung um 1930

An der Stelle des Kinogebäudes, wenige Schritte vom Metro-Bahnhof Boulevard Barbès entfernt, befand sich bis 1921 ein von Georges-Eugène Haussmann errichtetes Kaufhaus. Bauherr des Kinos war Henry Silberberg, der mit diesem Neubau viel Mut und Visionskraft bewies, ein voll funktionsfähiges, etwa 30 Jahre altes Gebäude abreißen zu lassen, um dort von einem unbekannten Architekten zu Zeiten der Deflation einen Kinopalast im neo-ägyptischen Stil zu errichten. Das Kino Le Louxor wurde benannt nach der oberägyptischen Stadt Luxor.
Das Haus wurde in Presse- und Zeitzeugenberichten als überaus prächtig beschrieben: Überall waren allegorische Figuren der ägyptischen Bildsprache zu entdecken, die noch heute größtenteils vorhanden sind. Die Leinwand schlossen drei verschiedene Samtvorhänge in den Farben schwarz, rot und blau. Die Simse, Balkone und die Kassettendecke waren reich verziert und den Fußboden schloss ein dicker Teppich. Die 1090 Sitze – davon etwa 140 Klappsitze – waren aus Mahagoniholz, die Sitzfläche und der Rücken mit Samt gepolstert. Nach heutigen Schätzungen dürften die Investitionen der Dekoration bei etwa 4000 Franc pro m² Nutzfläche gelegen haben.
Auf das weitere Schicksal des Kinos hatte sein Besitzer keinen Einfluss mehr, denn er verstarb noch im gleichen Jahr. Im April 1922 musste seine Witwe Insolvenz anmelden und das Haus für über 1,5 Mio. Franc verkaufen. Im Mai 1922 ging es an die neugegründete Société Nouvelle du Cinéma Louxor. Sieben Jahre später, am 24. April 1929 übernahm die Société de Gérance des cinémas Pathé (SGCP) den Kinobetrieb, eine Gesellschaft, die 20 Kinosäle in Paris hatte. Eine erste Aufgabe war die Erneuerung der Beleuchtung, der Lüftung und der Heizanlage. Außerdem wurde der neo-ägyptische in neo-griechischen Stil umgewandelt. Weitere Renovierungen erfolgten 1954 und 1964, als der Kinosaal Breitbildformat sowie ein neues Tonsystem bekam.
In den 1970er und 1980er Jahren verschrieb sich das Kino aufgrund der zwischenzeitlich veränderten Bevölkerungsstruktur mit aktuellen indischen und arabischen, auch ägyptischen Original-Produktionen der Bollywood-Thematik und kehrte damit indirekt zu seiner ägyptischen Ausrichtung zurück.
Nach seiner Schließung als Kino zog zunächst für ein paar Jahre die Billigmode-Kette Tati ein, bevor 1987 in dem Gebäude eine Schwulen-Diskothek eröffnete. Auch dieses Gewerbe war von kurzer Dauer, denn das Haus sollte verkauft werden. Mehrmals scheiterten Verkaufsabschlüsse zum Teil im letzten Moment. Immer wieder kursierten Gerüchte um einen möglichen Verkauf. Im Dezember 2001 gründete sich die Initiative Action Barbès, die eine Rettung des Gebäudes als Kino anstrebte. Im April 2002 entwickelte sich daraus die Bürgerinitiative Sauvons le Louxor. In Nachfolge vertritt seit 2007 Les amis du Louxor die kulturellen Interessen der Anwohner. Im September 2010 haben die Sanierungsarbeiten der Außenfassade begonnen. Architekt für die Renovierungen und Umbaumaßnahmen ist Philippe Pumain. Die Wiedereröffnung erfolgte planmäßig im April 2013.

## Mosaike
Die Mosaike wurden von Gentil & Bourdet gefertigt.

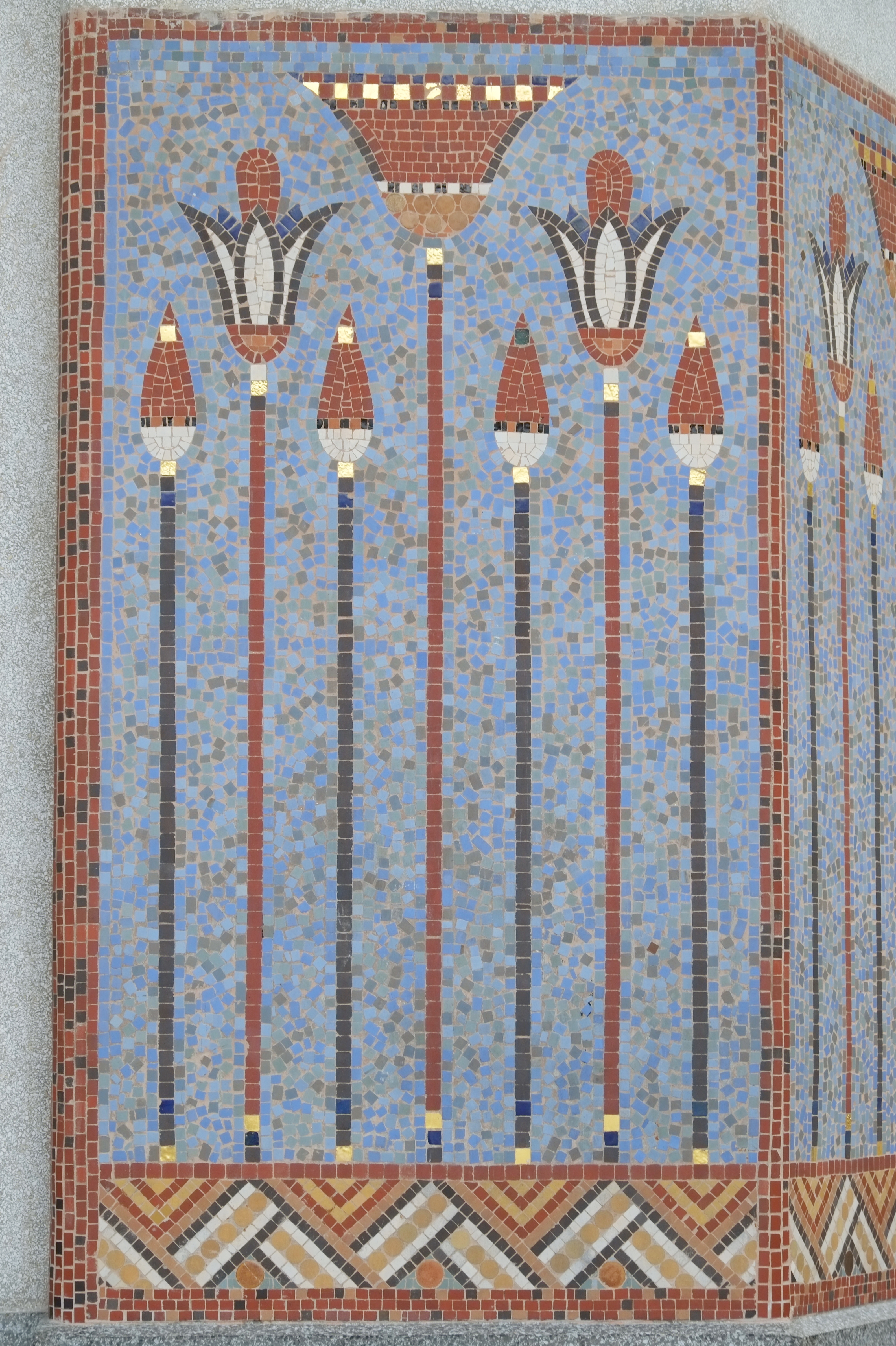
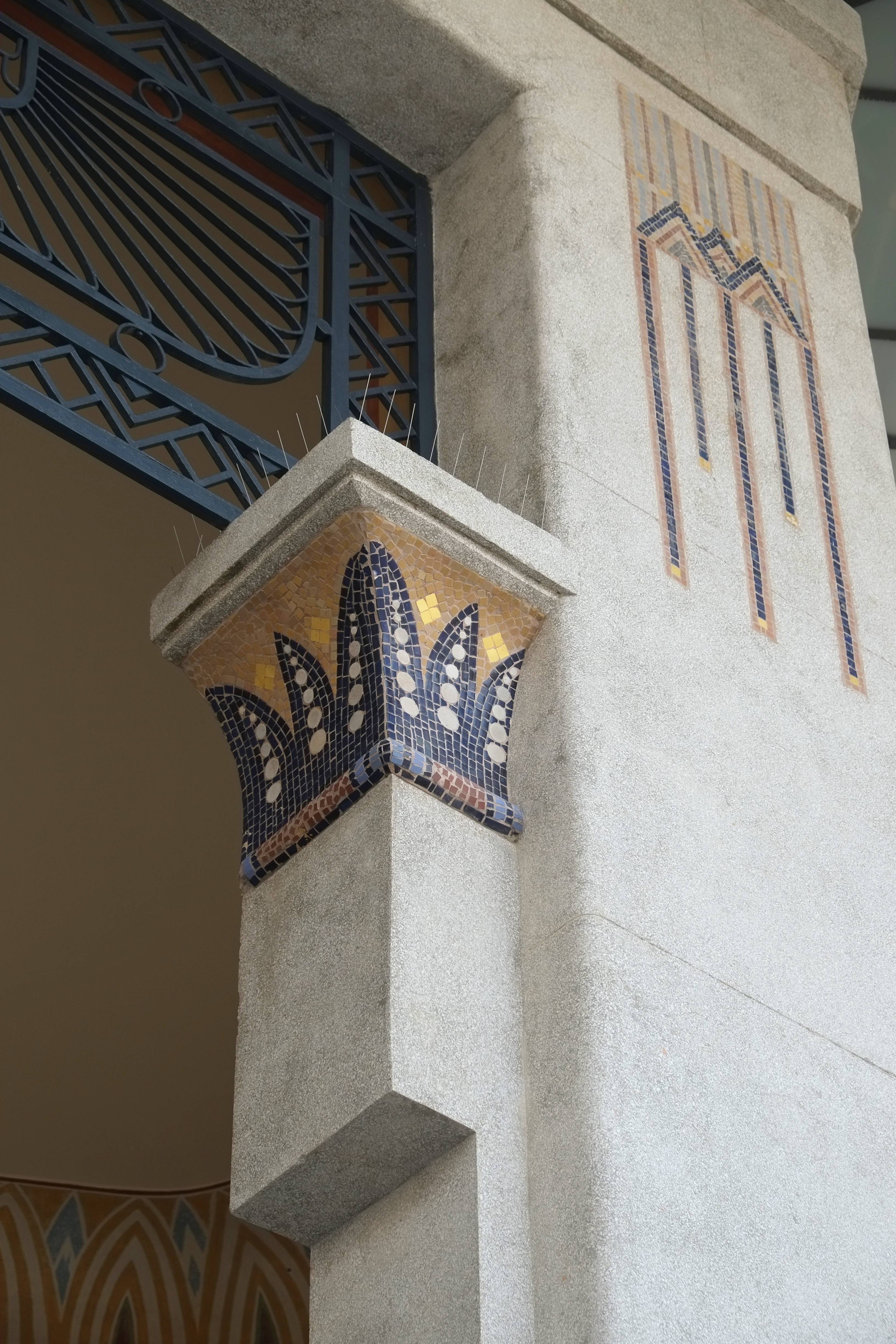
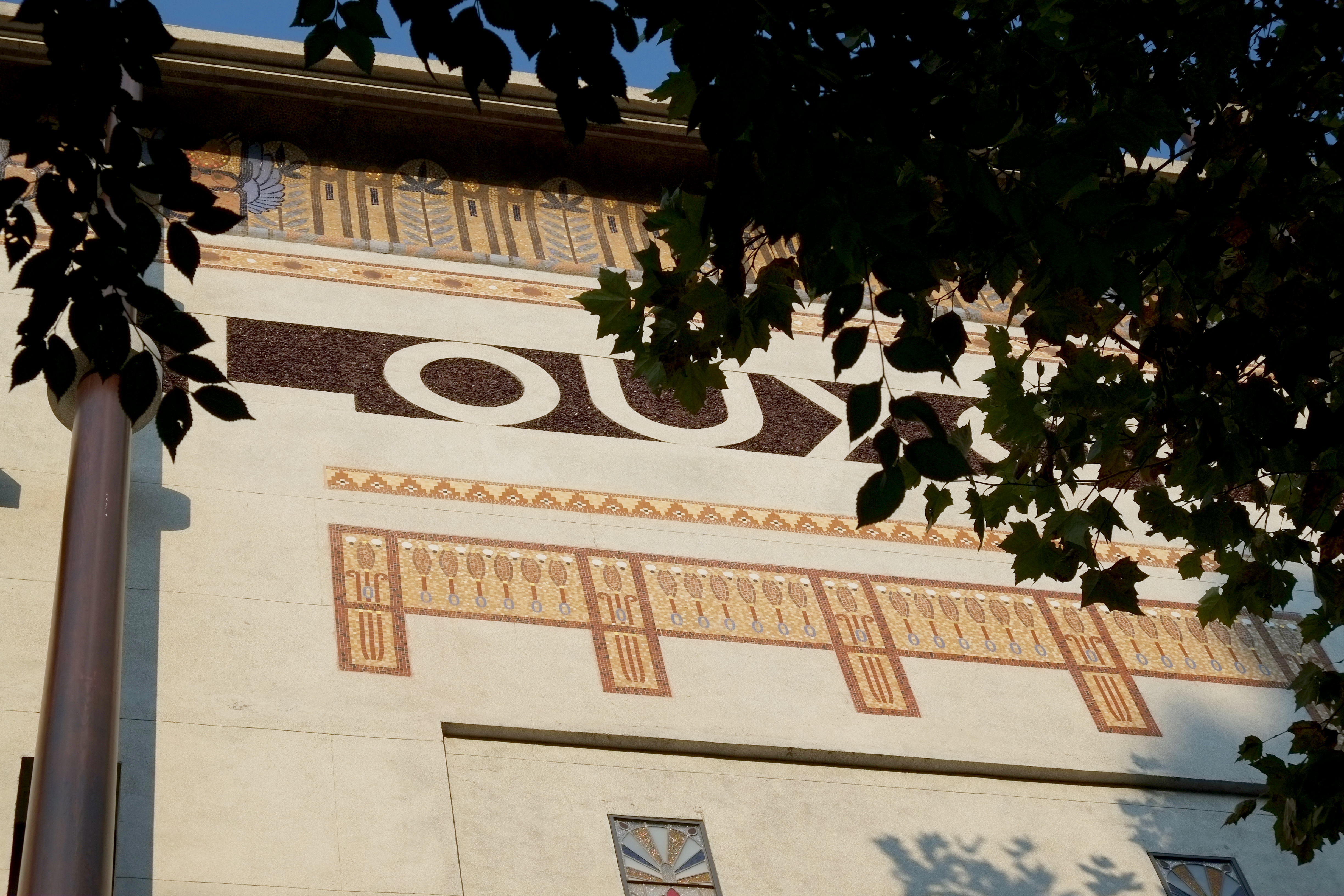
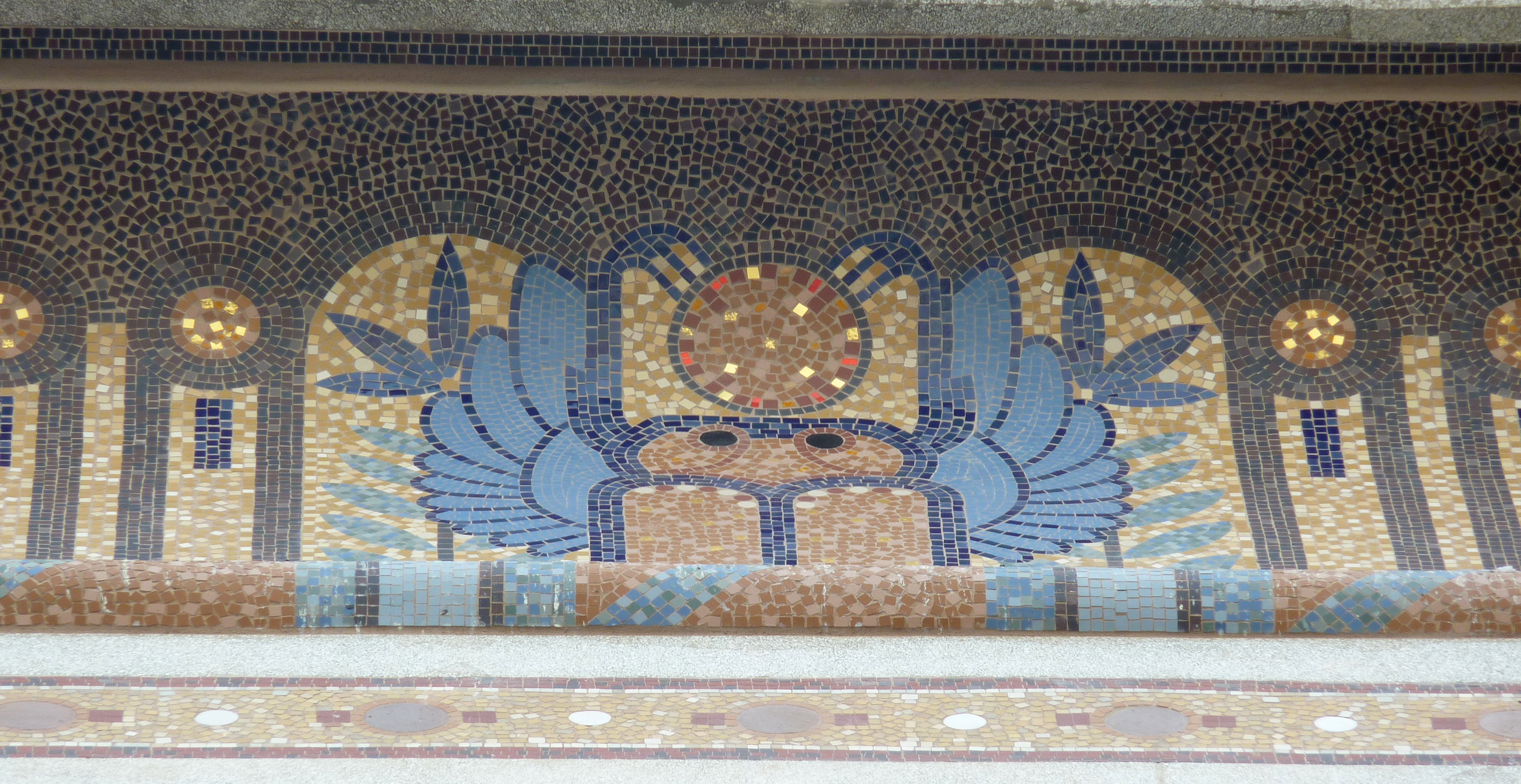

## Le Louxor im Roman
Das Kino wurde auch der Stoff für literarische Darstellungen: In dem 2004 erschienenen Roman von Daniel Crozes „L’Alouette“ ist das Haus zwei Mal Schauplatz der Ereignisse. Jakuta Alikavazovic hat in Le Londres-Louxor, der 2010 erschien, das Kino fiktiv im Pariser Stadtteil Barbès, und nicht, wie nach dem Romantitel zu erwarten, in London spielen lassen.